# 1000-е годы
1000-е (ты́сячные) го́ды по юлианскому календарю — промежуток времени с 1 января 1000 года по 31 декабря 1009 года, включающий 1000 год 10-го десятилетия X века 1-го тысячелетия  и с 1001 по 1009 годы    1-го десятилетия XI века 2-го тысячелетия.  Они закончились 1016 лет назад.

## Важнейшие события
- Образование Венгерского королевства (1001—1918; Иштван I Святой).
- Массовое убийство датчан в Англии (1002; резня в День святого Брайса).
- Ляо обложило данью Империю Сун (1004; Chanyuan Treaty[англ.]).

## Правители
- Санчо III — король Наварры (1000/1004 — 1035).
- Свен I Вилобородый — король Дании и Норвегии.
- Иштван I Святой — король Венгрии.
- Болеслав I Храбрый — князь, затем король Польши.
- Династия Ли во Вьетнаме (1009—1225).

## Культура
- Лейф Эрикссон посетил Северную Америку (ок. 1000).
- Аль-Бируни (973—1048). «The Remaining Signs of Past Centuries[англ.]» (1000).
- Абу-ль-Касим аз-Захрави. Энциклопедия по медицине и хирургии «Китаб ат-Тасриф» (ок. 1000).
- Начало строительства Бамбергского собора (1004).
- Зафиксирована вспышка сверхновой звезды SN 1006.
- Старейший полностью сохранившийся манускрипт Танаха (1008; «Ленинградский кодекс»)[1].
- Ибн Юнус (950—1009), арабский астроном.
- Разрушение Храма Гроба Господня (1009; Аль-Хаким Биамриллах).
- Миссия Бруно Кверфуртского в Восточной Европе.
- 1000—1003 гг. — создание «Книги скорбных песнопений» (Մատեան Ողբերգութեան) Григором Нарекаци.